# Gainesville
Gainesville este sediul comitatului Alachua, Florida, și cel mai mare oraș din Florida Centrală de Nord, cu o populație de 141.085 de locuitori în 2020. Este principalul oraș din Florida prin zona metropolitană Gainesville, care avea o populație de 339.247 de locuitori în 2020.
Gainesville găzduiește Universitatea Florida, al doilea cel mai mare campus universitar public prin înscriere în Statele Unite începând cu anul universitar 2021-20.

## Personalități născute aici
- Noah Lyles (n. 1997), atlet.